# Зоринська сільська рада (Домбаровський район)
Зо́ринська сільська рада (рос. Заринский сельский совет) — сільське поселення у складі Домбаровського району Оренбурзької області Росії.
Адміністративний центр — село Богоявленка.

## Населення
Населення — 343 особи (2019; 450 в 2010, 781 у 2002).

## Склад
До складу сільської ради входять:
| Населений пункт   | Населення, осіб (2002) | Населення, осіб (2010) |
| ----------------- | ---------------------- | ---------------------- |
| Богоявленка, село | 544                    | 377                    |
| Зарево, село      | 181                    | 42                     |
| Розвідка, селище  | 56                     | 31                     |